# دانته ماجو
دانته ماجو (ایتالیایی: Dante Maggio; ۲ مارس ۱۹۰۹ – ۳ مارس ۱۹۹۲) هنرپیشه اهل ایتالیا بود.
از فیلم‌هایی که وی در آن نقش داشته‌است، می‌توان به روشنایی‌های واریته، بوکاچو ۷۰، به خاطر چند دلار بیشتر، ملاقات، ترانه بهار، گنجینه سان جنارو، وای خدای بزرگ، پاستوره اومد!، کاستا دیوا، بر رنگین‌کمان می‌رقصیم و میلیاردر میلان اشاره کرد.